# Cité Lemercier
La cité Lemercier est une voie dans le quartier des Batignolles du 17e arrondissement de Paris, en France.

## Situation et accès
La cité Lemercier est desservie par la ligne 13 à la station La Fourche.

## Origine du nom
Elle tire son nom d'un propriétaire local en raison de sa proximité avec la rue éponyme.

## Historique
Cette voie de l'ancienne commune des Batignolles-Monceau est ouverte sous le nom de « cité de la Fontaine », et prend sa dénomination actuelle le 1er février 1877.

## Bâtiments remarquables et lieux de mémoire
- À son arrivée à Paris (le registre de l'hôtel mentionne la date du 11 août 1958), Jacques Brel vient habiter un petit hôtel au 11, cité Lemercier, l'Hôtel du Chalet. Il conserva cette chambre, bien que n'y résidant plus, jusqu'à son départ aux Marquises[1]. Une plaque commémorative lui rend hommage.
- L'actrice Danièle Delorme, son mari, l'acteur Daniel Gélin et leur fils Xavier Gélin, acteur-réalisateur, ont habité la cité Lemercier au début des années 1950.
- Après son divorce, Danièle Delorme continua à habiter la cité Lemercier avec le réalisateur et acteur Yves Robert.

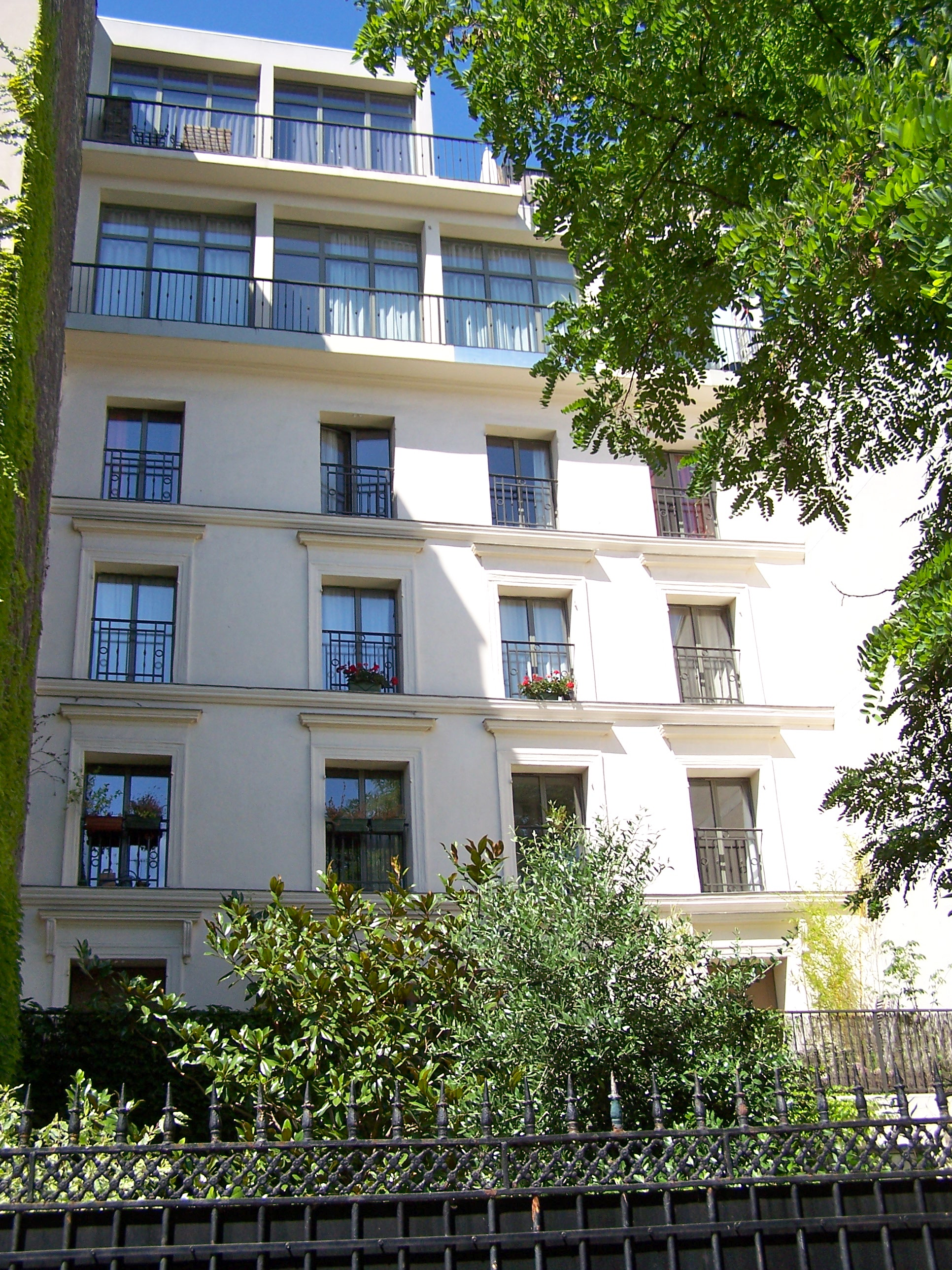
Le no 11 où vécut Jacques Brel.
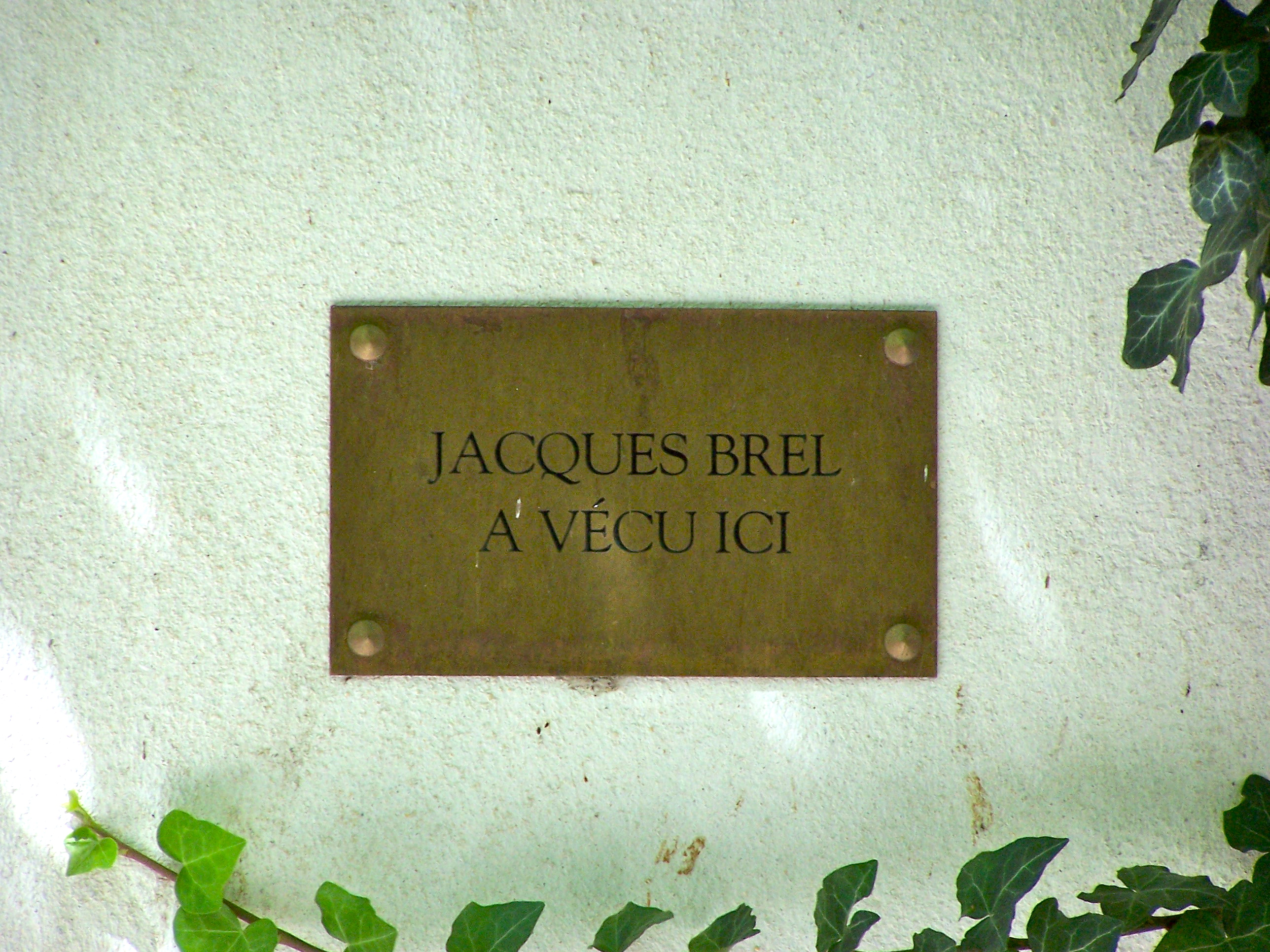
Plaque.